# 8.8 cm L/30 C/08
8.8 cm L/30 C/08 — 88-миллиметровое корабельное артиллерийское орудие, разработанное и производившееся в Германской империи. Состояло на вооружении Германии, Турции и Китая. Ими были вооружены миноносцы типов V-1, G-7, S-13 и A, а также многие подводные лодки кайзеровского флота. Орудие представляло собой усовершенствованный вариант 8.8cm SK L/30 C/89. В дальнейшем было заменено в производстве орудием 8.8cm SK L/45 C/13 с увеличенной длиной ствола.